# سی.آی.دی (فیلم ۱۹۵۶)
سی. آی. دی (انگلیسی: C.I.D.) یک فیلم در ژانر جنایی و موزیکال به کارگردانی راج کوسلا است که در سال ۱۹۵۶ منتشر شد. از بازیگران آن می‌توان به دو آناند، وحیده رحمان، محمود علی، و کی.ان. سینگ اشاره کرد.